# Brandenburška vrata
Brandenburška vrata (nemško Brandenburger Tor) so slavolok v središču nemškega glavnega mesta Berlina. Edina ohranjena izmed nekdanjih osemnajstih mestnih vrat so bila postavljena med letoma 1789 in 1793 po ukazu pruskega kralja Friderika Viljema II. in po načrtih Carla Gottharda Langhansa. So najbolj znana berlinska znamenitost in eden izmed nemških nacionalnih simbolov.
Stojijo v osrednjem mestnem predelu Mitte na koncu bulvarja Unter den Linden, med trgoma Pariser Platz na vzhodni in Platz des 18. März na zahodni strani. Od vrat v smeri zahoda je viden steber zmage, ulico severneje pa je Reichstag, kjer ima zasedanja nemški parlament.
Po zasnovi Brandenburška vrata posnemajo atenske propileje, vrata v akropolo. Stojijo na dvanajstih žlebljenih dorskih stebrih v dveh vrstah; med vsakim parom stebrov je zidana in ometana stena. Šest vrst stebrov in zidov tvori pet prehodov, od katerih je srednji širši. Na atiki stoji kip kvadrige s starorimsko boginjo zmage Viktorijo. V oblikovnem jeziku vrata predstavljajo obrat od starorimskega k starogrškemu vzoru. So ena prvih neoklasicističnih stavb v Prusiji in zaznamujejo začetek neoklasicizma kot državotvorne arhitekture Prusije.
Z vrati, prvotno imenovanimi »Vrata miru« (Friedenstor), so povezani številni pomembni zgodovinski dogodki 19. in 20. stoletja. Do začetka druge svetovne vojne so jih povezovali predvsem z končanjem Napoleonove vladavine v letih 1813–1815. V času nacistične Nemčije so si jih »prilastili« nacisti kot simbol svoje moči. Po vojni so se vrata znašla v sovjetskem sektorju tik bodoče meje z Zahodnim Berlinom; v času berlinskega zidu so stala na zaprtem območju, nedostopna tako z vzhodne kot z zahodne strani. Iz simbola razdeljenosti so se po padcu zidu in slavnostnem vnovičnem odprtju 22. decembra 1989 vrata prelevila v simbol nemške enotnosti in miru.